# Матаваям
Матаваям — річка на північному заході Камчатського краю в Росії.
Довжина річки — 16 км. Протікає територією Карагінського району Камчатського краю. Впадає в затоку Шеліхова Охотського моря.
Можливий переклад назви з коряцької — «річка, де ділилася здобич».

## Дані водного реєстру
За даними державного водного реєстру Росії відноситься до Анадир-Колимського басейнового округу.
За даними геоінформаційної системи водогосподарського районування території РФ, підготовленої Федеральним агентством водних ресурсів:
- Код водного об'єкта в державному водному реєстрі — 19080000112120000038499
- Код за гідрологічною вивченістю (ГВ) — 120003849
- Номер тому з ГВ — 20
- Випуск за ГВ — 0